# Love is... (タイナカサチのアルバム)
「Love is...」（ラブ・イズ）は、タイナカサチの2枚目のアルバムである。初回限定盤ではデビューシングル「disillusion」から4thシングル「会いたいよ。」までのPVを収録したDVDが付き、また前作と同じくミニ写真集付スリーブケース仕様となっている。同年3月には本作を引っさげて名古屋・大阪・東京にてライヴが行われた。

## 収録曲
1. Visit of love
  - 作詞・作曲：タイナカサチ、編曲：河野伸
  - 7thシングル、日本海テレビ制作UHF29局ネット『プリン・ス』2008年2月度エンディングテーマ
2. Delight
  - 作詞：六ツ見純代、作曲：星野純一、編曲：鈴木Daichi秀行
3. Lipstick
  - 作詞：タイナカサチ・渡邊亜希子、作曲：タイナカサチ、編曲：鈴木Daichi秀行
  - 6thシングル、日本海テレビ制作UHF29局ネット『プリン・ス』2007年11月度オープニングテーマ
4. サヨナラ
  - 作詞・作曲：タイナカサチ、編曲：平田祥一郎
5. 抱きしめて
  - 作詞・作曲：タイナカサチ、編曲：平田祥一郎
6. 一番星
  - 作詞・作曲：タイナカサチ、編曲：羽毛田丈史
  - 6thシングル「Lipstick」両A面曲、映画『ペルソナ』エンディングテーマ
7. HOME
  - 作詞：タイナカサチ、作曲：星野純一、編曲：湯浅篤
8. My Darling
  - 作詞：六ツ見純代、作曲：宮崎歩、編曲：鈴木Daichi秀行
9. 抜け殻
  - 作詞・作曲：タイナカサチ、編曲：鈴木Daichi秀行
10. 桜舞う
  - 作詞：タイナカサチ、作曲・編曲：市川淳
11. 愛しい人へ
  - 作詞・作曲：タイナカサチ、編曲：安部潤
  - 5thシングル、NHK衛星第2テレビアニメ『精霊の守り人』エンディングテーマ
12. 道
  - 作詞・作曲：タイナカサチ、編曲：湯浅篤